# 米格尔·克鲁斯·埃尔南德斯
米格尔·克鲁斯·埃尔南德斯（西班牙語：Miguel Cruz Hernández，1920年1月15日—2020年3月25日），西班牙哲学家，阿拉伯学学者，政治人物。前萨拉曼卡市长（1958年－1962年），阿尔瓦塞特省民事总督（1962年－1968年）。

## 生平
1920年生于马拉加。早年在格拉纳达大学学习闪米特语。1946年获马德里大学哲学博士学位。1950年至1976年在萨拉曼卡大学哲学与文学系任教，1969年至1971年任系主任。著有《阿维森纳的形而上学》（1949年），《西班牙-穆斯林哲学史》（1957年），《伊斯兰世界思想史》（1981年）等。
曾任萨拉曼卡市长（1958年－1962年），阿尔瓦塞特省民事总督（1962年－1968年），西班牙大众文化总监（1974年－1977年）等公职。
1995年5月获萨拉曼卡大学名誉博士学位。2020年3月25日在马德里逝世，终年100岁。